# 巨大曲霉
巨大曲霉（学名：Aspergillus giganteus）是属于散囊菌目发菌科曲霉属的一种真菌，可生长在土壤、动物粪等基物上。该种分布于中国、墨西哥、埃及、荷兰、印度、尼日利亚、巴拿马、波兰、苏里南、泰国、美国等地。
其种加词“Giganteus”意为“巨大的”。